# Lakengilde (Brussel)

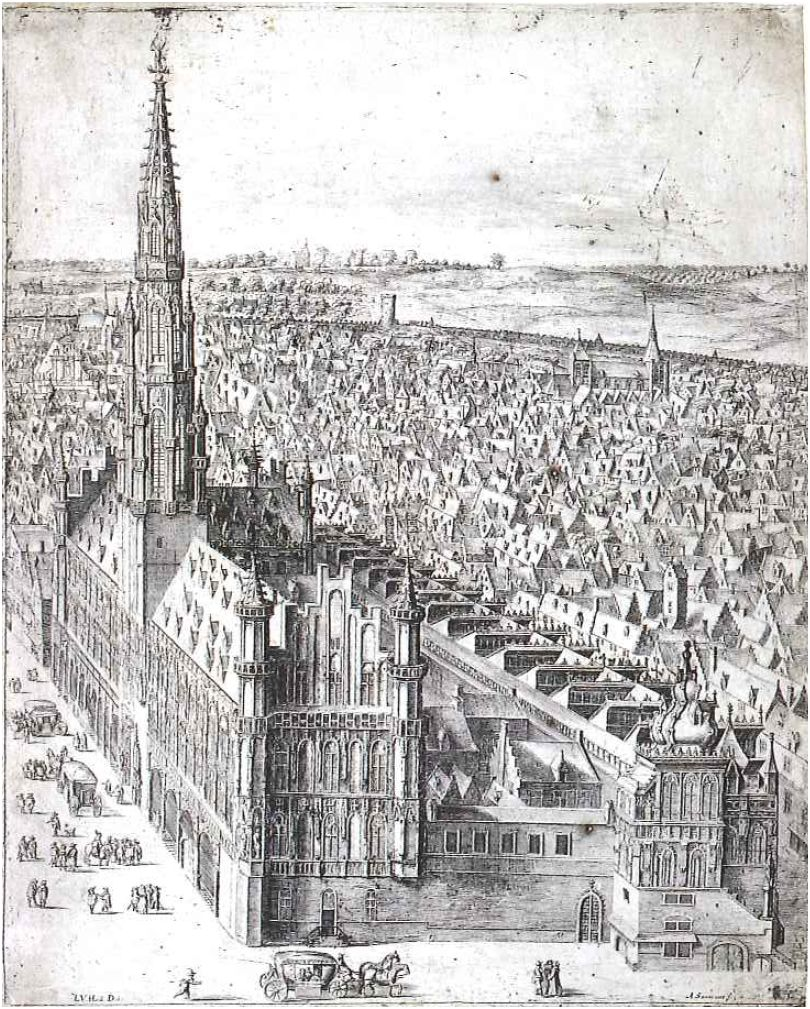
De stedelijke lakenhal uit 1359, afgebeeld ca. 1650. Het gebouw aan de achterkant van het stadhuis had een opvallend zaagdak, versierd met gotische motieven.

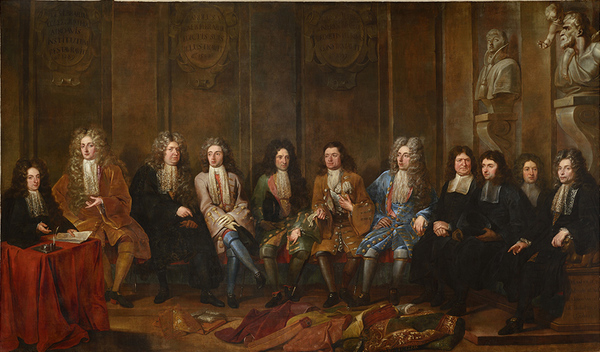
Het bestuur van de Lakengilde in 1699, geschilderd door Jan van Orley.

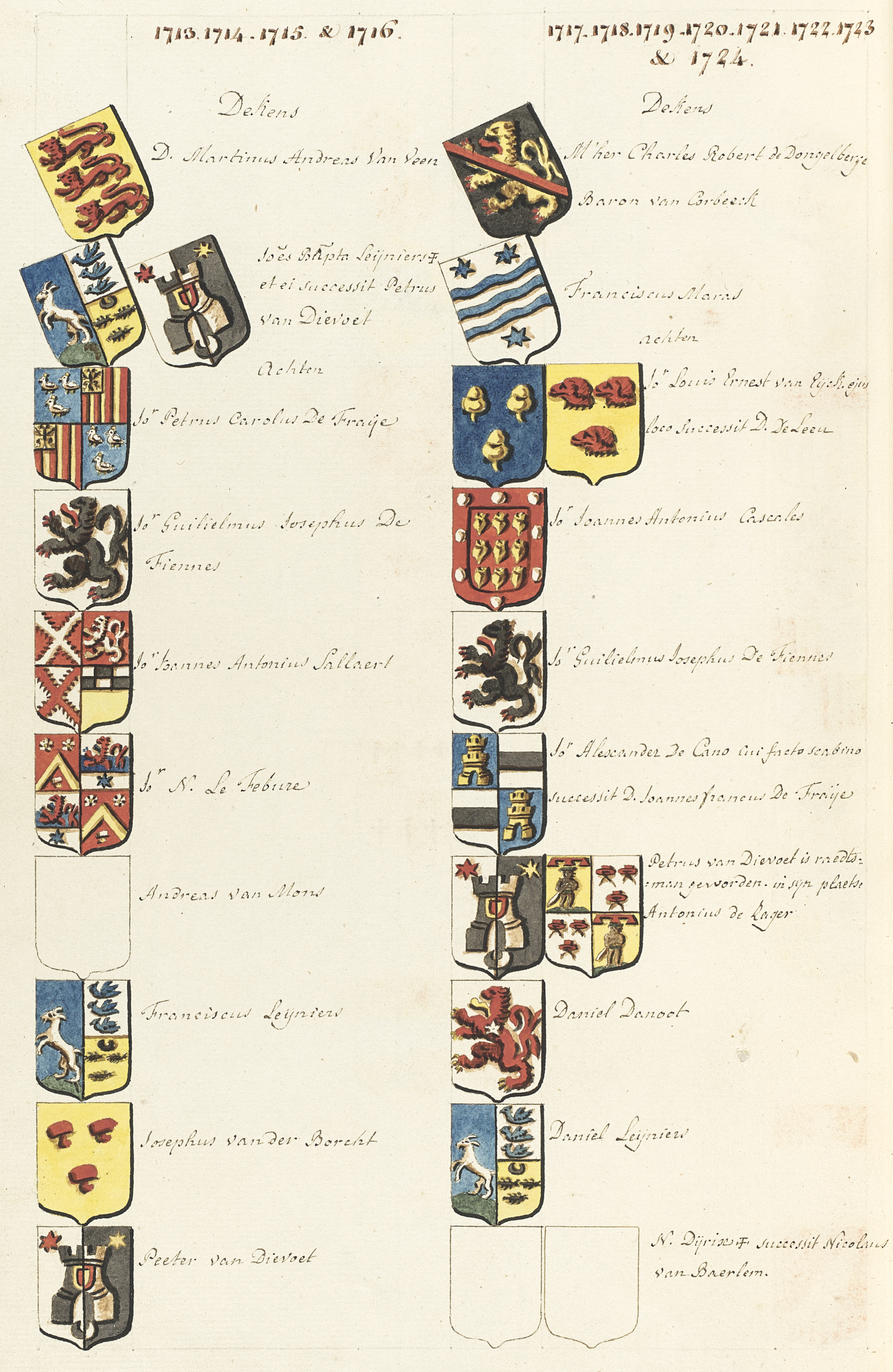
Wapenboek van de lakengilde van Brussel (1713-1724).

De lakengilde van Brussel was een ondernemersorganisatie die de stedelijke textielnijverheid controleerde tijdens het ancien régime. Haar macht was nauw verweven met die van de stadsmagistraat. In de 14e eeuw was het Brusselse laken een luxeproduct waarmee aan de Europese hoven de allergrootsten zich kleedden. De lakengilde bepaalde de lonen en arbeidsvoorwaarden van de werklui en waakte over de hoge kwaliteitseisen.

## Lakennijverheid
Niet lang na het ontstaan van de stad, in de 12e eeuw, werd er waarschijnlijk al laken gemaakt in Brussel. Vochtige gronden in de omgeving waren ideaal voor schapenteelt. De industrie groeide en was vanaf de tweede helft van de 13e eeuw internationaal vermaard. Archivalische documenten signaleren al in 1265 een levering aan Venetië, en ook de Avignonse pausen en de Franse koningen bevoorraadden zich met Brussels laken. Wol werd geïmporteerd uit Engeland en Ierland, verfstoffen en aluin uit andere landen. In gans Europa was het Brusselse laken op het hoogtepunt in de 14e eeuw dé referentie. Daarna ging het vrij gestaag bergaf onder druk van Engelse en Normandische concurrentie. Brussel schakelde met succes over op de luxe-industrie van de wandtapijten, zoals eerder Atrecht en Doornik.
De lakenproductie was arbeidsintensief en zorgde voor een bont gezelschap ambachtslieden binnen de muren: kammers, kaarders, ververs en spinners waren nodig om de woldraad te leveren, naast olieslagers voor de verf. Het eigenlijke lakenambacht waren de wolwevers, die zich rond Kapellekerk hadden gevestigd. Hun tussenproduct ging vervolgens naar de volders bij de Zenne. De afwerking bestond uit droogscheren en apprêteren. Daarnaast waren er nog tal van andere beroepen in connectie met de lakenindustrie: vlockers, stoplockers, sieders, aendoenres (opspannen van het laken op kaders), kammakers... De ambachten gingen zich organiseren en verenigen binnen de Naties van Brussel, met vooral Sint-Laureins en Sint-Kristoffel als textielnaties. De lakengilde stond er volledig los van.
Lokaal sprak men over het traditionele product als lakenen van den drie staten. De uitdrukking verwijst waarschijnlijk op de drie stappen in het productieproces, t.t.z. drie kettingeffecten. Men maakte een onderscheid tussen het klassieke 'lang laken' en het exclusievere scaerlaken. In de 15e eeuw deden lichtere stoffen hun intrede, aangeduid als 'nieuw laken'.

## Geschiedenis
De oudste informatie over de gilde komt uit een akte van 1282, verleend door hertog Jan I. De instelling moet toen al een hele tijd gefunctioneerd hebben, maar een opstand van de volders had tot een formalisering genoopt. Kort erna kende hertog Jan I de gilde het recht toe om regulerend op te treden. In die begineeuwen was de gilde stevig in handen van het patriciaat. Met de Brusselse Opstand (1303-1306) werd een (gewelddadige) poging ondernomen om de lakengilde open te breken ten gunste van niet-adellijke ondernemers. De gilde slaagde erin deze nieuwe elite buiten de deur te houden, maar stond wel haar monopolie op de buitenlandse markten af: ook niet-gildebroeders mochten voortaan grondstoffen invoeren en laken exporteren. Dat er van vertrouwen geen sprake was, mag blijken uit het verbod voor de wevers om nog binnen de stadsmuren te overnachten (al woonden ze er sowieso net buiten, rond de Kapellekerk). De greep van de Zeven Geslachten op de gilde werd verankerd en zou nog ruim een eeuw standhouden, tot een volgend oproer rond het Nieuw Regiment verdere hervormingen inluidde. Door een akte van 10 juni 1423 kregen de Negen Natiën toegang tot het gildebestuur op paritaire basis. Deze democratisering hield voorts in dat niet-adellijke vrouwen (guldesusters) lid konden worden van de lakengilde (voor patricische dames bestond deze mogelijkheid voorheen al). Net als de mannen deden ze aan fabricage-groothandel.
Een privilege van 4 juni 1477 legde kortstondig alle mandaten bij de ambachten, maar op 22 juni 1480 volgde een terugkeer naar de paritaire verdeling. Vanaf 1497 moest iedereen die textiel fabriceerde verplicht lid worden van de gilde. Dit had niet alleen betrekking op lakenwevers (die voorheen geen lid móchten worden), maar ook op linnenwevers en tapijtwevers.
De privileges van de lakengilde werden bevestigd door keizer Karel V in 1545 en door koning Karel II in 1699. Op 3 februari 1703 werd de verstarde lakengilde onder koning Filips V omgevormd tot een Collegie oft Camer van Commercie. Haar bevoegdheid werd uitgebreid van de textielsector tot alle handelsactiviteiten, maar kort daarop verloor ze haar jurisdictionele functie. Het orgaan bleef nog bestaan tot de Franse tijd, toen de overname van de wet-Le Chapelier in de Belgische departementen haar afschaffing betekende (1 oktober 1795). Onder consul Napoleon Bonaparte volgde een heroprichting (1802), waardoor het huidige BECI zich als de opvolger van de lakengilde beschouwt.

### Tijdslijn
- 1242: Kooplui uit Leuven, Brussel en Vilvoorde komen in Antwerpen wol kopen.
- 1316: Verzet van Parijzenaars tegen Brusselse aanwezigheid
- 1337: Lakenhandelaars uit Antwerpen, Leuven en Brussel krijgen van de Engelse koning het recht overal in Engeland handel te drijven.
- 1385: Gilde onder toezicht van de stadsontvangers
- 1406: Parijse lakenhandelaars stellen aan de kaak dat hun Brusselse concurrenten meester zijn van het stadsbestuur en dus de reglementering naar hun hand zetten.[3]
- 1466: Invoering van het 'nieuwe laken', gepaard met een verhoogde vrouwelijke instroom
- 1606: Costuymen ende rechten der stad van Brussel, Antwerpen, Michiel Knobbaert, 1682 [1606]
- 1699: Groepsportret door Jan van Orley

## Werking en organisatie
De leden van de lakengilde (guldebruederen) waren rijke patriciërs die konden voldoen aan het hoge toegangsgeld en de vereiste om zelf geen handwerk te doen. Aan het hoofd stond een deken en vanaf 1423 twee dekens, na de openstelling voor niet-patriciërs. Ze werden bijgestaan door een achtkoppig bestuur (octo guldae). De Geslachten stelden de overdeken aan en vier achten, de Naties leverden de onderdeken en de resterende vier achten. Samen vormden dekens en acht een economische rechtbank die drie keer per week zetelde (op dinsdag, donderdag en zaterdag).
Onder het bestuur bestond een panoplie aan ambten waarvan de opsomming alleen volstaat om een zicht te geven op de omvang van de operatie. De gilde had rentmeesters, klerken en knapen in dienst, voorts ook halliers, waardeerders, hoeders, wegers, zegelaars, verpakkers, ontvangers, tekenaars, bestrijkers en beslagers. Het bewaken van de kwaliteit was een constante zorg. Na de controles werden loodzegels aangebracht, die ook dienden om de frequente namaak uit andere steden te bestrijden.

## Lakenhallen
Brussel had twee (verdwenen) lakenhallen. Een hertogelijke lakenhal, gelegen naast de Vleeshal aan de Nedermerkt, is voor het eerst vermeld in 1221. Ze bood onderdak aan de detailhandel van het laken (lakensnide, vandaar Snidehuys). Rond 1403-1404 werd ze buiten gebruik gesteld, om ten slotte afgebroken te worden en plaats te ruimen voor het Broodhuis.
Het stadsbestuur kocht op 10 juni 1353 grond voor een eigen lakenhal aan de achterkant van het stadhuis (Vruntstraat). Hij opende waarschijnlijk in 1359. Kort na de bouw verplichtte de stadsmagistraat iedereen om zijn lakens in deze ruimte te laten keuren en te verkopen, althans wat voor export bestemd was (voor lokale detailhandel bleef de hertogelijke lakenhal bestaan). Op de verkochte stof werd een lijteken aangebracht als bewijs dat het door de hallen gepasseerd was. Het gebouw werd bewaakt door een hallier, die aansprakelijk was bij diefstal of beschadiging en die waarschijnlijk ook de klok luidde. Op het einde van de 14e eeuw volgde een uitbreiding.
De Brusselse lakenhandel had een permanente aanwezigheid in Parijs, hoewel niet duidelijk is of het om een verkoophal ging of eerder om een opslagplaats. Het gebouw op de markt van Lendit, voor het eerst vermeld in 1317, moet vrij donker geweest zijn voor een lakenhal. Het sloot in 1420.

## Voetnoten
1. ↑  Hertogelijk privilege van 12 juni 1306
2. ↑  Plakkaat van 22 mei 1705
3. ↑  "lor plus notables de Brouxelles sont drapiers, qui mesme sont du Conseil et des gouverneurs de la ville : si ont fait celle ordonnance à leur proufit", aangehaald in Robert-Henri Bautier, "La place de la draperie brabançonne et plus particulièrement bruxelleoise dans l'industrie textile du moyen âge", in: Annales de la Société royale d'Archéologie de Bruxelles, 1966, p. 59

Laken · Wandtapijten · Schilderijen · Retabels · Kant · Beeldhouwwerk